# توني جيجليو
توني جيجليو (بالإنجليزية: Tony Giglio)‏ (و. 1971  م) هو مخرج أفلام، وكاتب سيناريو أمريكي، ولد في ميدفورد.

## التعليم
تعلم في جامعة سيتون هول
.

## وصلات خارجية
- توني جيجليو على موقع IMDb (الإنجليزية)
- توني جيجليو على موقع ألو سيني (الفرنسية)
- توني جيجليو على موقع أول موفي (الإنجليزية)
- توني جيجليو على موقع قاعدة بيانات الأفلام السويدية (السويدية)
- توني جيجليو على موقع قاعدة بيانات الفيلم (الإنجليزية)
- توني جيجليو على موقع كينوبويسك (الروسية)